# بريتن غوتليب
بريتن غوتليب (بالإنجليزية: Brittain Gottlieb)‏ هو لاعب كرة قدم أمريكي، ولد في 14 يناير 2003 في جورجيا في الولايات المتحدة.